# Václavovice (Bedihošť)

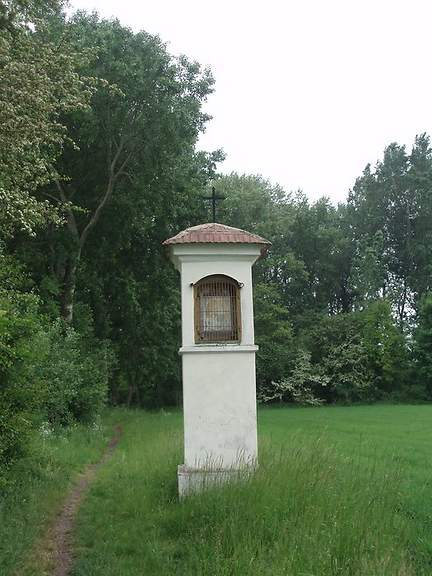
Bildstock hinter dem Bahnhof Bedihošť

Václavovice (deutsch Watzlawitz) ist eine Ortslage der Gemeinde Bedihošť in Tschechien. Sie liegt fünf Kilometer südöstlich von Prostějov und gehört zum Okres Prostějov.

## Geographie
Das Straßendorf Václavovice befindet sich linksseitig des Baches Malý potůček in der Obermährischen Senke (Hornomoravský úval). Östlich und nördlich des Dorfes verläuft die Bahnstrecke Nezamyslice–Šternberk. Gegen Osten liegt die ehemalige Zuckerfabrik Bedihošť, südöstlich der Bahnhof Bedihošť. Zwei Kilometer westlich liegt der Feldflugplatz Prostějov (LKPJ).
Nachbarorte sind Kralický Háj im Norden, Bedihošť im Nordosten, Hrubčice im Osten, Otonovice und Čehovice im Südosten, Skalka im Süden, Výšovice im Südwesten, Žešov im Westen sowie Prostějov im Nordwesten. 

## Geschichte
Nach der 1784 erfolgten Aufhebung des Stiftes Hradisch fielen dessen Güter dem Religionsfonds zu. Dieser ließ im Jahre 1785 den Bedihoschter Meierhof parzellieren. Im Zuge der Raabisation entstand im selben Jahr auf Fluren des Hofes die nach dem letzten Hradischer Abt Pavel Ferdinand Václavík benannte Familiantenkolonie Watzlawitz. Im Jahre 1825 wurde die aus einem Teil der Hradischer Güter gebildete Herrschaft Břesowitz an Klemens Wenzel Lothar von Metternich verkauft und mit der Allodialherrschaft Kojetein verbunden. Anstelle des Glockenturmes entstand 1834 die Kapelle des hl. Wenzel. 
Im Jahre 1835 bestand das im Olmützer Kreis gelegene Dorf Watzlawitz bzw. Waclawice aus 43 Häusern mit 323 Einwohnern. Erwerbsquelle bildete die Landwirtschaft. Pfarrort war Kralitz, der Amtsort Kojetein. Bis zur Mitte des 19. Jahrhunderts blieb Watzlawitz der Herrschaft Břesowitz untertänig.
Nach der Aufhebung der Patrimonialherrschaften bildete Václavice / Watzlawitz ab 1850 einen Ortsteil  der Gemeinde Budihošť / Bedihoscht im Gerichtsbezirk Proßnitz. Der Olmützer Unternehmer Paul Primavesi errichtete 1851 östlich des Dorfes auf dem Gelände des Bedihoschter Hofes eine große Zuckerfabrik. Ab 1869 gehörte Václavice zum Bezirk Proßnitz. In dieser Zeit erfolgte zwischen Václavice und Bedihošť der Bau der Mährisch-Schlesische Nordbahn; auf dem freien Feld südöstlich von Václavice wurde hinter der Zuckerfabrik die Eisenbahnstation Bedihošť angelegt. Durch die Zuckerfabrik als auch die verkehrsgünstige Lage am Bahnhof Bedihošť wuchs Václavice in der zweiten Hälfte des 19. Jahrhunderts stark an. Seit dem Ende des 19. Jahrhunderts wird Václavovice als tschechischer Ortsname verwendet. Nach dem Ersten Weltkrieg zerfiel der Vielvölkerstaat Österreich-Ungarn, das Dorf wurde 1918 Teil der neu gebildeten Tschechoslowakischen Republik. Beim Zensus von 1921 lebten in den 94 Häusern von Václavovice 573 Personen, darunter 566 Tschechen und drei Deutsche. Von 1939 bis 1945 gehörte Václavovice / Watzlawitz zum Protektorat Böhmen und Mähren. Zum 1. Januar 1983 verlor Václavovice seinen Status als Ortsteil von Bedihošť.

## Ortsgliederung
Václavovice ist Teil des Katastralbezirkes Bedihošť.

## Sehenswürdigkeiten
- Kapelle des hl. Wenzel, auf dem Dorfanger, errichtet 1834 anstelle eines hölzernen Glockenturmes[3]
- Steinernes Kreuz vor der Kapelle
- Bildstock der hl. Dreifaltigkeit, errichtet in der zweiten Hälfte des 18. Jahrhunderts, hinter dem Bahnhof Bedihošť[4]